# Gare de Fécamp
La gare de Fécamp est une gare ferroviaire française de la ligne de Bréauté - Beuzeville à Fécamp, située à proximité du centre de la ville de Fécamp, dans le département de la Seine-Maritime, en région Normandie.
Une gare provisoire (hors des murs) est mise en service en 1856, par la Compagnie des chemins de fer de l'Ouest. La gare définitive est édifiée à l'emplacement actuel en 1858, avec le prolongement de la ligne jusqu'au port.
C'est une gare de la Société nationale des chemins de fer français (SNCF), desservie par des trains TER Normandie.

## Situation ferroviaire
Établie à 6 mètres d'altitude, la gare terminus de Fécamp est située au point kilométrique (PK) 221,921 de la ligne de Bréauté - Beuzeville à Fécamp, après la gare des Ifs (fermée), la seule autre gare ouverte est celle de Bréauté - Beuzeville.

## Histoire

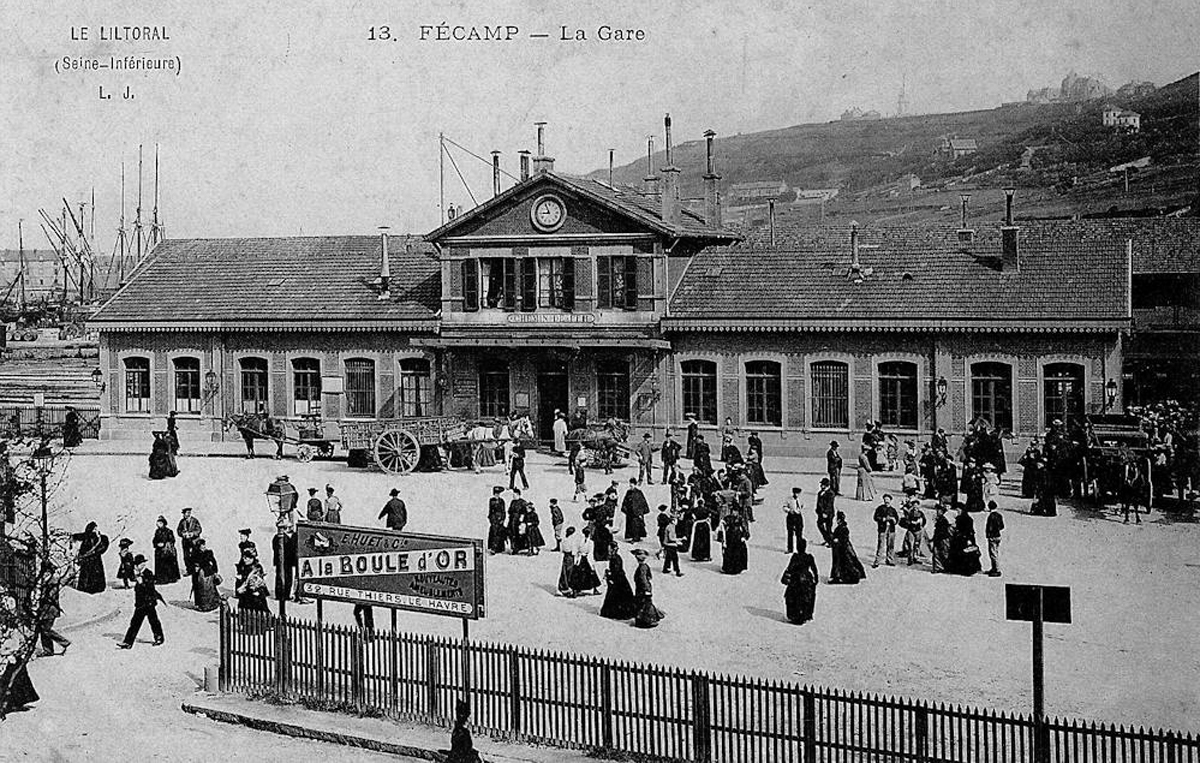
La gare, à la fin du XIXe siècle.

La desserte par chemin de fer de Fécamp est décidée dès 1842 et concédée le 18 septembre 1845 à Messieurs le comte d'Alton-Shée, Blount, Osmont, le baron de Saint-Albin et Barbet, qui ont fondé, le 14 octobre 1845, la Compagnie des chemins de fer de Dieppe et de Fécamp. En butte à des difficultés financières, celle-ci est absorbée par la Compagnie des chemins de fer de l'Ouest le 16 juin 1855.
La première gare de Fécamp est mise en service le 25 février 1856 par la Compagnie des chemins de fer de l'Ouest, lorsqu'elle ouvre à l'exploitation une ligne de 19 km de Beuzeville à Fécamp. Il s'agit d'une gare provisoire établie hors des murs, à l'entrée de la ville. Un service d'Omnibus, sur deux lignes, permet la desserte du centre-ville et du port.
La ville, par traité approuvé le 17 décembre 1856, obtient de la Compagnie de l'Ouest le prolongement des voies jusqu'au port moyennant le versement d'une subvention de 200 000 francs. L'opération est réalisée en 1858, avec établissement de la gare définitive à son emplacement actuel, et, avec une fréquence de quatre trains quotidiens, dont deux avec des voitures directes en provenance de Paris, facilite en période estivale la desserte de l'établissement de bains de mer ouvert par la municipalité en juillet 1859. Fécamp était en outre autrefois reliée à Saint-Vaast-Bosville.
En 1944, le bâtiment de la gare est pratiquement détruit par les bombardements ainsi que les dynamitages provoqués par les Allemands en retraite. Une des ailes du bâtiment éventré est reconstruite et agrandie pour servir de bâtiment voyageurs. Ce bâtiment est toujours utilisé à l'heure actuelle.
Le 25 octobre 2014, les trains sont remplacés par des cars pour des raisons techniques.
La ligne et la gare sont de nouveau ouvertes au service ferroviaire le 11 décembre 2016. La gare a préalablement bénéficié de travaux.

## Fréquentation
De 2015 à 2023, selon les estimations de la SNCF, la fréquentation annuelle de la gare s'élève aux nombres indiqués dans le tableau ci-dessous.
| Année     | 2015   | 2016   | 2017    | 2018    | 2019    | 2020    | 2021    | 2022    | 2023    |
| --------- | ------ | ------ | ------- | ------- | ------- | ------- | ------- | ------- | ------- |
| Voyageurs | 95 219 | 83 873 | 134 107 | 136 324 | 162 037 | 107 655 | 135 810 | 176 364 | 205 329 |

## Service des voyageurs

### Accueil
Gare de la SNCF, elle dispose d'un bâtiment voyageurs, avec guichet, ouvert tous les jours. Elle est équipée d'automates pour l'achat de titres de transport et propose un service pour les personnes à la mobilité réduite. Un abri est accessible en dehors des heures d'ouverture de la gare.

### Desserte
Fécamp est desservie par des trains TER Normandie, sur la relation Le Havre – Bréauté - Beuzeville – Fécamp.

### Intermodalité
Un parking est aménagé à ses abords. Elle est desservie par des bus du réseau des transports en commun de Fécamp (Ficibus), ainsi que des autocars TER Normandie (ligne de Bréauté - Beuzeville à Fécamp, en complément du service ferroviaire).

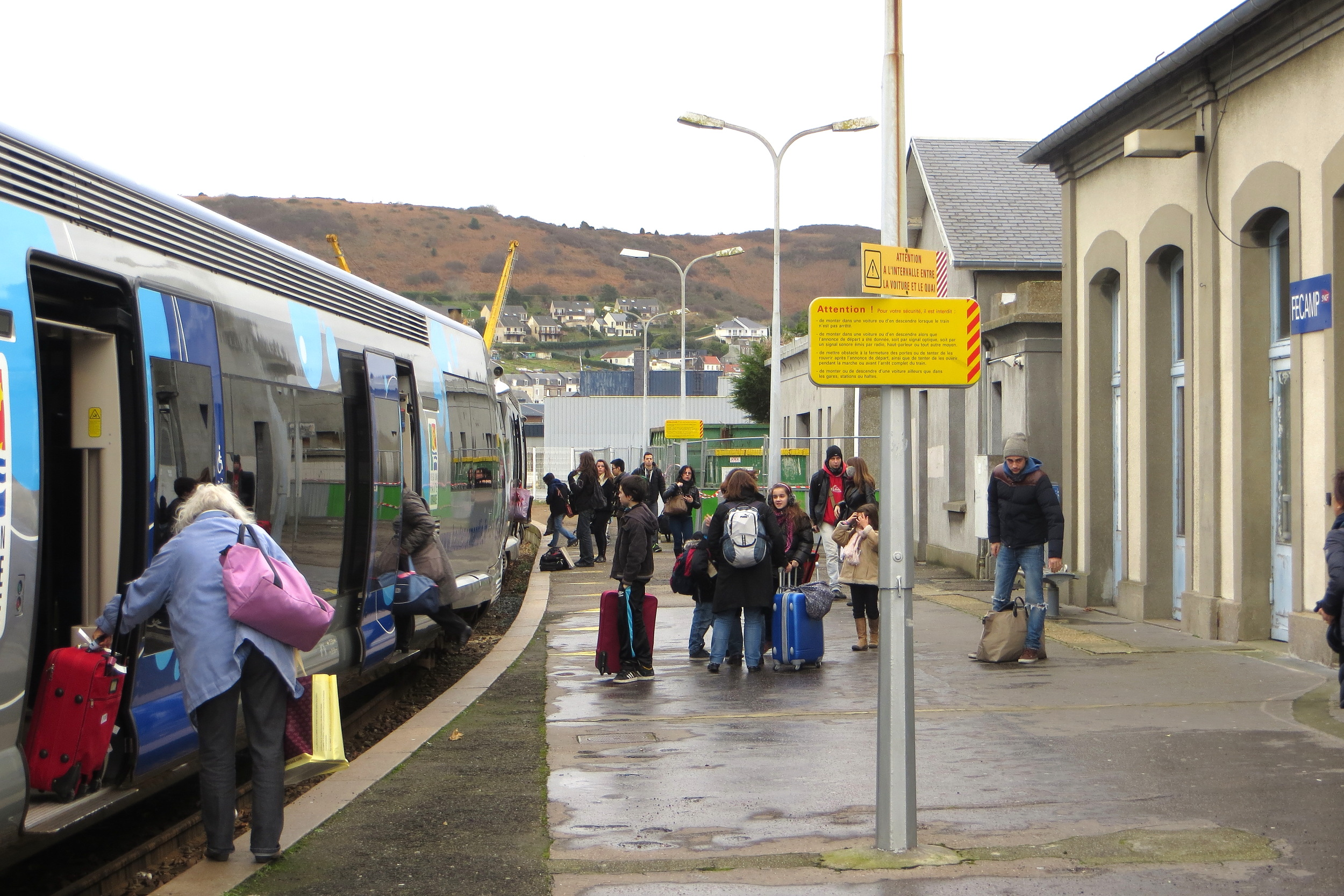
Deux TER X 73500 à quai, en mi-journée.
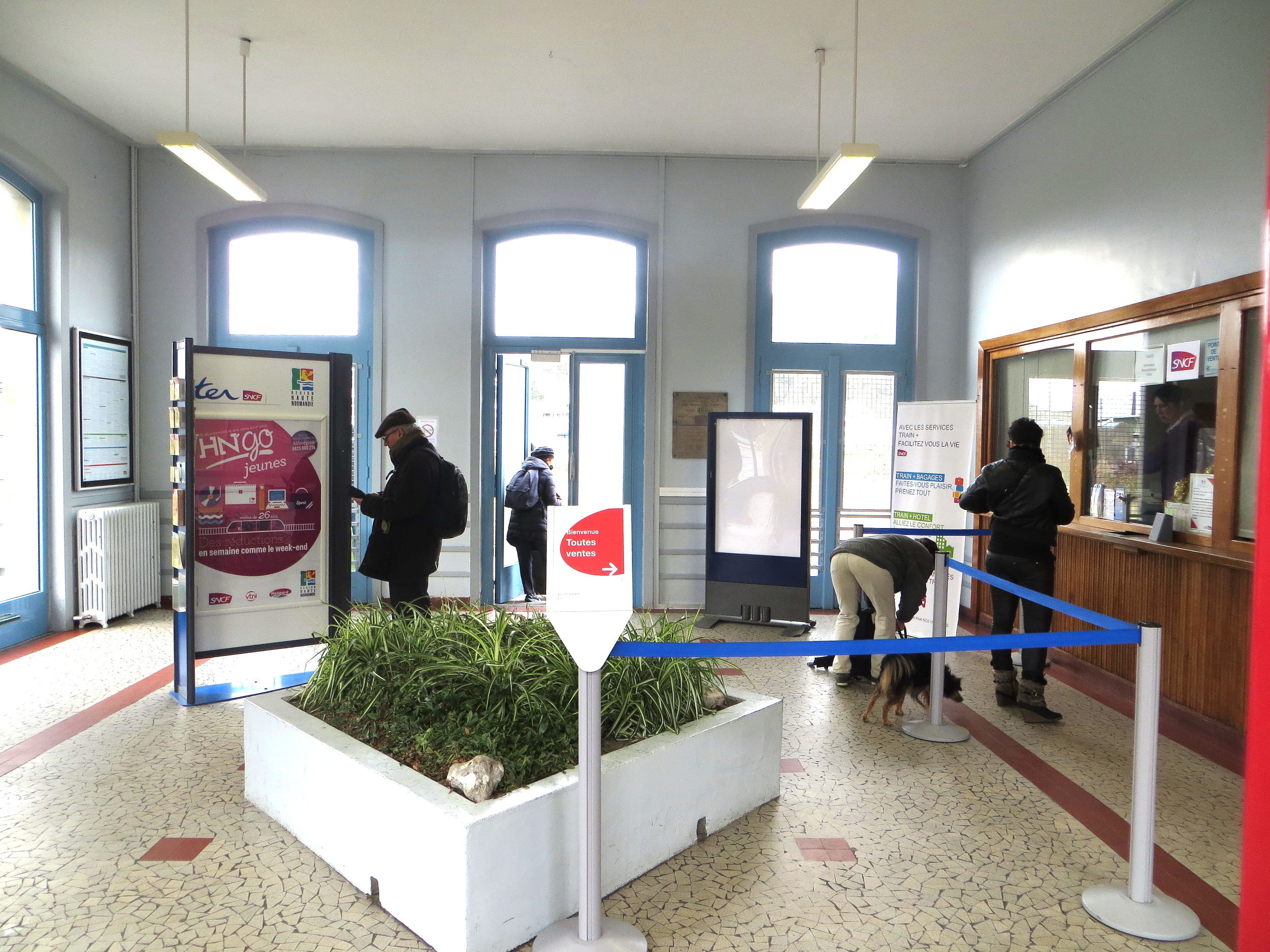
Intérieur du bâtiment voyageurs.
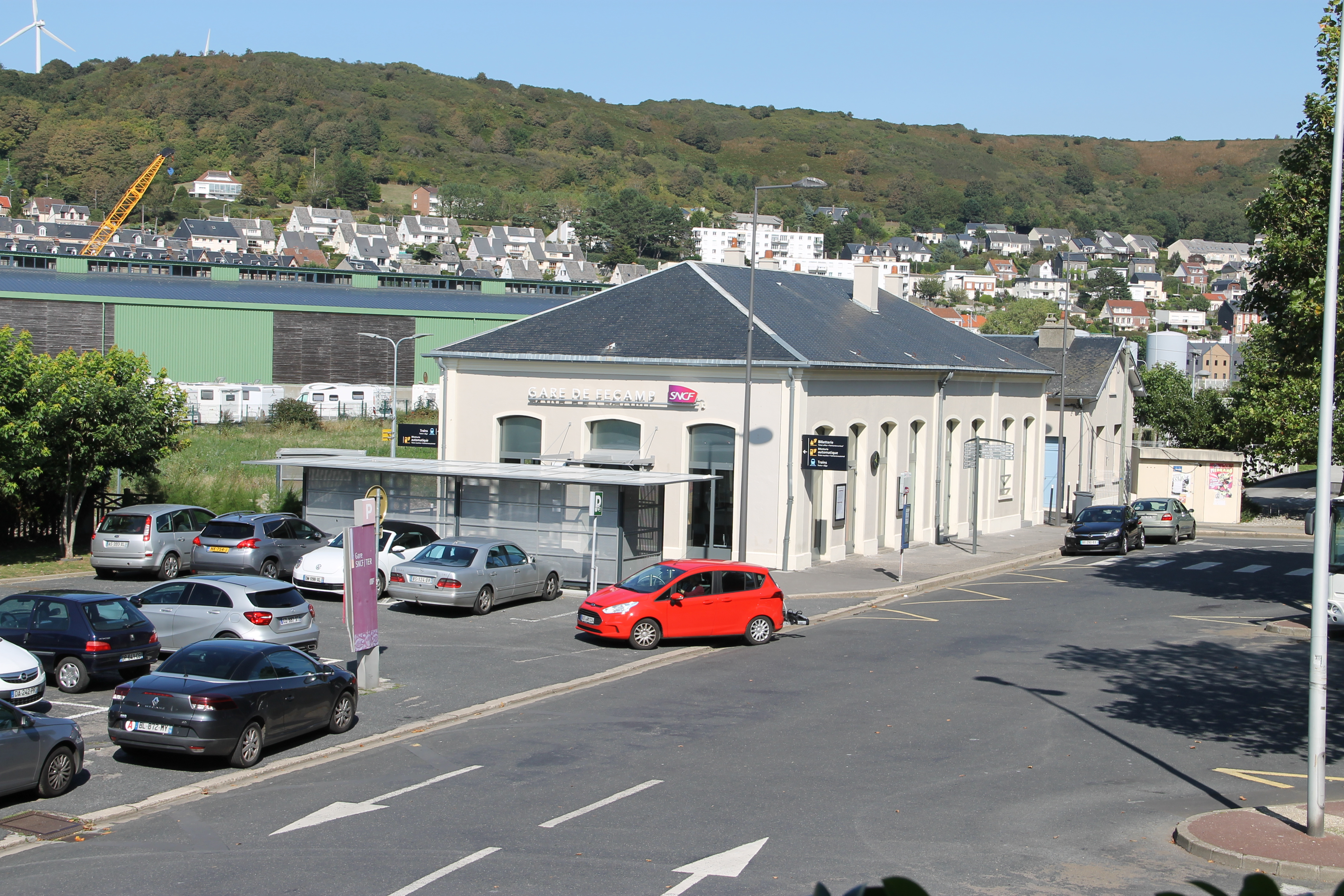
La gare dans son environnement, en septembre 2017.
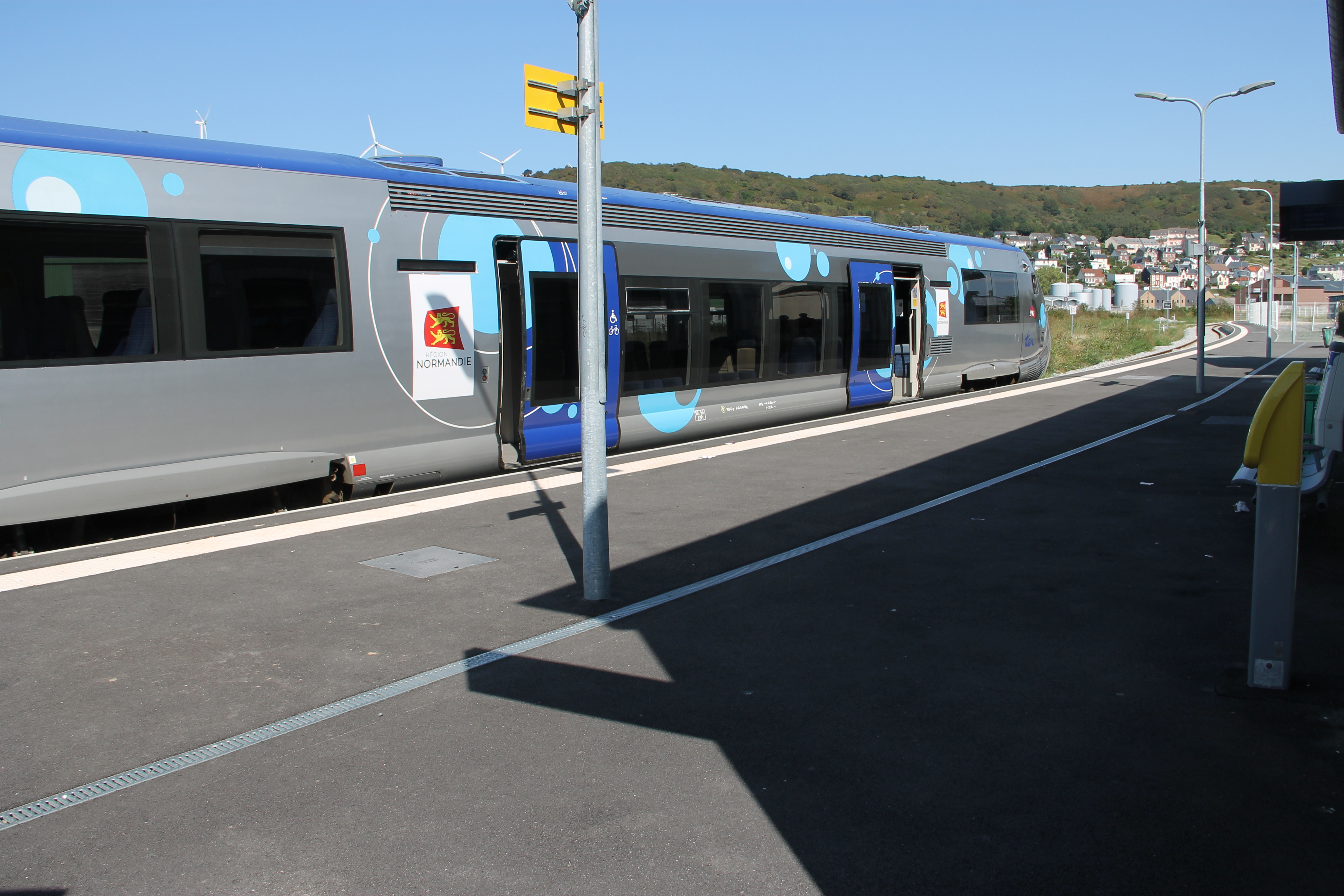
Autorail X 73500 pour Le Havre.

## Culture populaire
Dans La Comtesse de Cagliostro, de Maurice Leblanc, la comtesse arrive à la gare de Fécamp, où elle se fait enlever.